# Madden NFL 08
Madden NFL 08 è un videogioco sportivo sviluppato e pubblicato dall'Electronic Arts nel 2007 per le principali piattaforme di gioco. Il gioco fa parte della serie Madden NFL.
Pubblicato in America il 14 agosto 2007, è stato l'ultimo gioco in assoluto per Nintendo GameCube.

## Colonne sonore
- Daddy Yankee - Impacto
- Datarock - The New Song
- Earl Greyhound - S.O.S.
- Enter Shikari - OK, Time For Plan B
- From Autumn To Ashes - Daylight Slaving
- HE**YEAH - You Wouldn't Know
- Jupiter One - Countdown
- MIMS - Cop It
- O-Solo - Monsta
- Operator - Soul Crusher
- Ozzy Osbourne - I Don't Wanna Stop
- Pharoahe Monch featuring Showtyme - Desire
- Pitbull feat. Don Omar - Fuego Remix
- Queens of the Stone Age - 3's & 7's
- Red1 featuring Afu-Ra - Dem No Worry We
- Shadows Fall - Redemption
- Swizz Beatz - It's Me Snitches
- Sum 41 - Underclass Hero
- Team Shadetek featuring 77Klash & Jahdan - Brooklyn Anthem
- The Bravery - Believe
- The Hives - Tick Tick Boom
- The Used - The Ripper
- Timbaland feat. Justin Timberlake - Release
- Yellowcard - Fighting
- Zion I & The Grouch - Hit'em